# Dale (Pennsilvània)
Dale és una població dels Estats Units a l'estat de Pennsilvània. Segons el cens del 2000 tenia 1.503 habitants.

## Demografia
Segons el cens del 2000, Dale tenia 1.503 habitants, 685 habitatges, i 389 famílies. La densitat de població era de 3.224 habitants per quilòmetre quadrat.
Dels 685 habitatges en un 26,7% hi vivien nens de menys de 18 anys, en un 37,2% hi vivien parelles casades, en un 15,3% dones solteres, i en un 43,1% no eren unitats familiars. En el 38,4% dels habitatges hi vivien persones soles el 22% de les quals corresponia a persones de 65 anys o més que vivien soles. El nombre mitjà de persones vivint en cada habitatge era de 2,19 i el nombre mitjà de persones que vivien en cada família era de 2,88.
Per edats la població es repartia de la següent manera: un 24,5% tenia menys de 18 anys, un 7,7% entre 18 i 24, un 29,1% entre 25 i 44, un 19,8% de 45 a 60 i un 19% 65 anys o més.
L'edat mediana era de 37 anys. Per cada 100 dones de 18 o més anys hi havia 76,8 homes.
La renda mediana per habitatge era de 21.591 $ i la renda mediana per família de 28.456 $. Els homes tenien una renda mediana de 23.077 $ mentre que les dones 18.472 $. La renda per capita de la població era de 14.570 $. Entorn del 15,2% de les famílies i el 21,8% de la població estaven per davall del llindar de pobresa.

## Poblacions més properes
El següent diagrama mostra les poblacions més properes.